# Контрактовая площадь (станция метро)
«Контра́ктовая пло́щадь» (укр. «Контракто́ва пло́ща»,  (слушать)о файле) — 17-я станция Киевского метрополитена. Расположена в Подольском районе, на Оболонско-Теремковской линии, между станциями «Почтовая площадь» и «Тараса Шевченко». Открыта 17 декабря 1976 года под названием «Красная площадь» (укр. «Черво́на пло́ща») в составе первой очереди строительства Куренёвско-Красноармейской линии. Нынешнее название — с 19 октября 1990 года. Пассажиропоток — 41,3 тысячи чел./сутки.

## Конструкция
Станция мелкого заложения. Имеет подземный зал с островной посадочной платформой. Своды зала опираются на два ряда колонн. В конструкции станции использованы сверхтонкие колонны из металла, которые даже при облицовке мрамором выглядят необычно узкими. Зал с двух сторон соединён с подземными вестибюлями, которые выходят в подземные переходы. Южный выход оборудован двухленточным одномаршевым эскалатором, подземный переход выходит на Контрактовую площадь и улицу Спасскую. Северный выход имеет лестницу, подземный переход выходит на улицы Константиновскую, Верхний вал и Нижний вал.
Наземные вестибюли отсутствуют.

## Оформление
В архитектурно-художественном решении станции нашла отражение история района. В вестибюле установлено тематическое чеканное панно, посвящённое Киевской академии. На стенах, отделанных розовым мрамором, установлены чеканные композиции на геральдическую тематику.

## Изображения

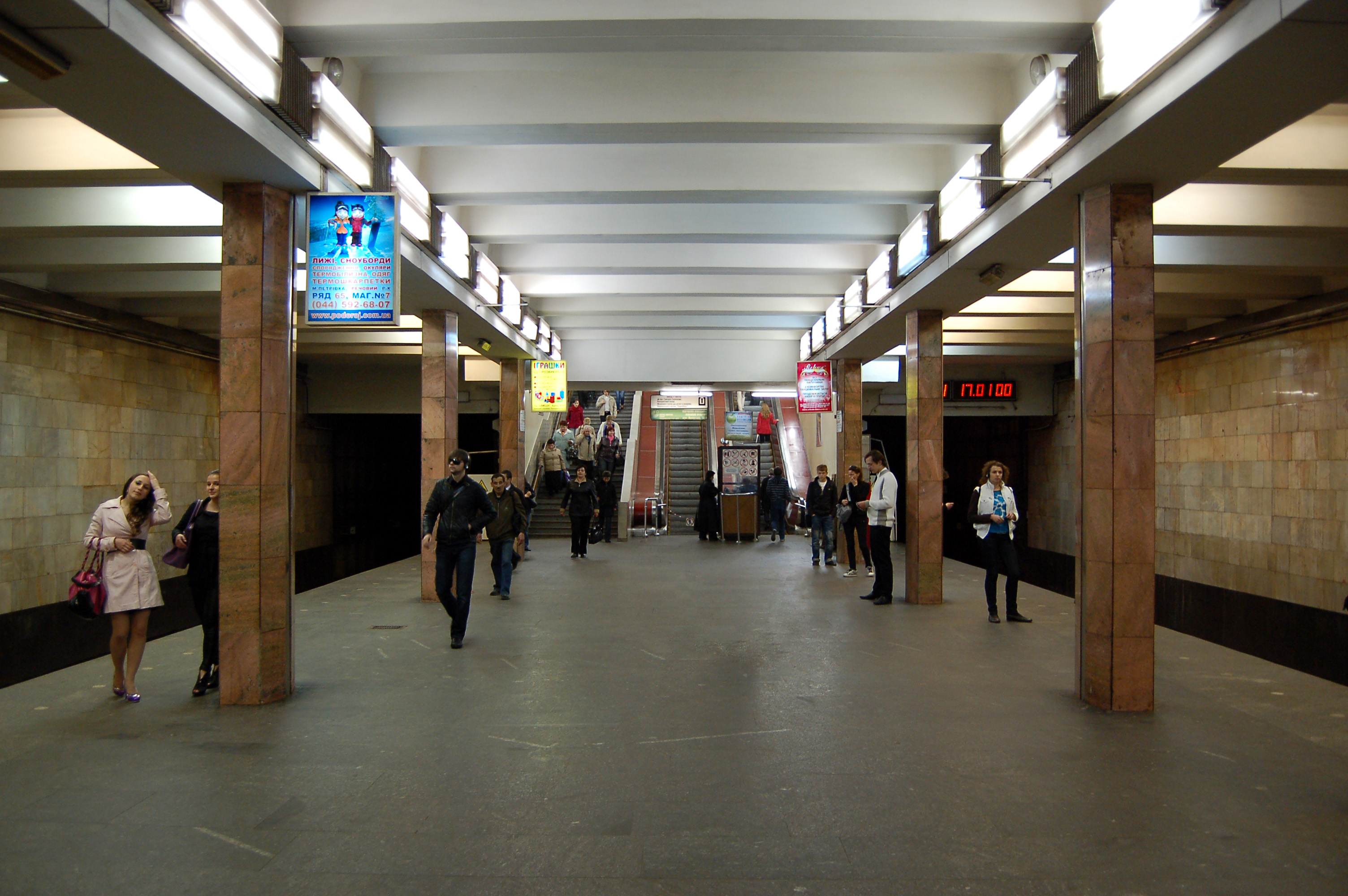
Платформа, вид в южную сторону
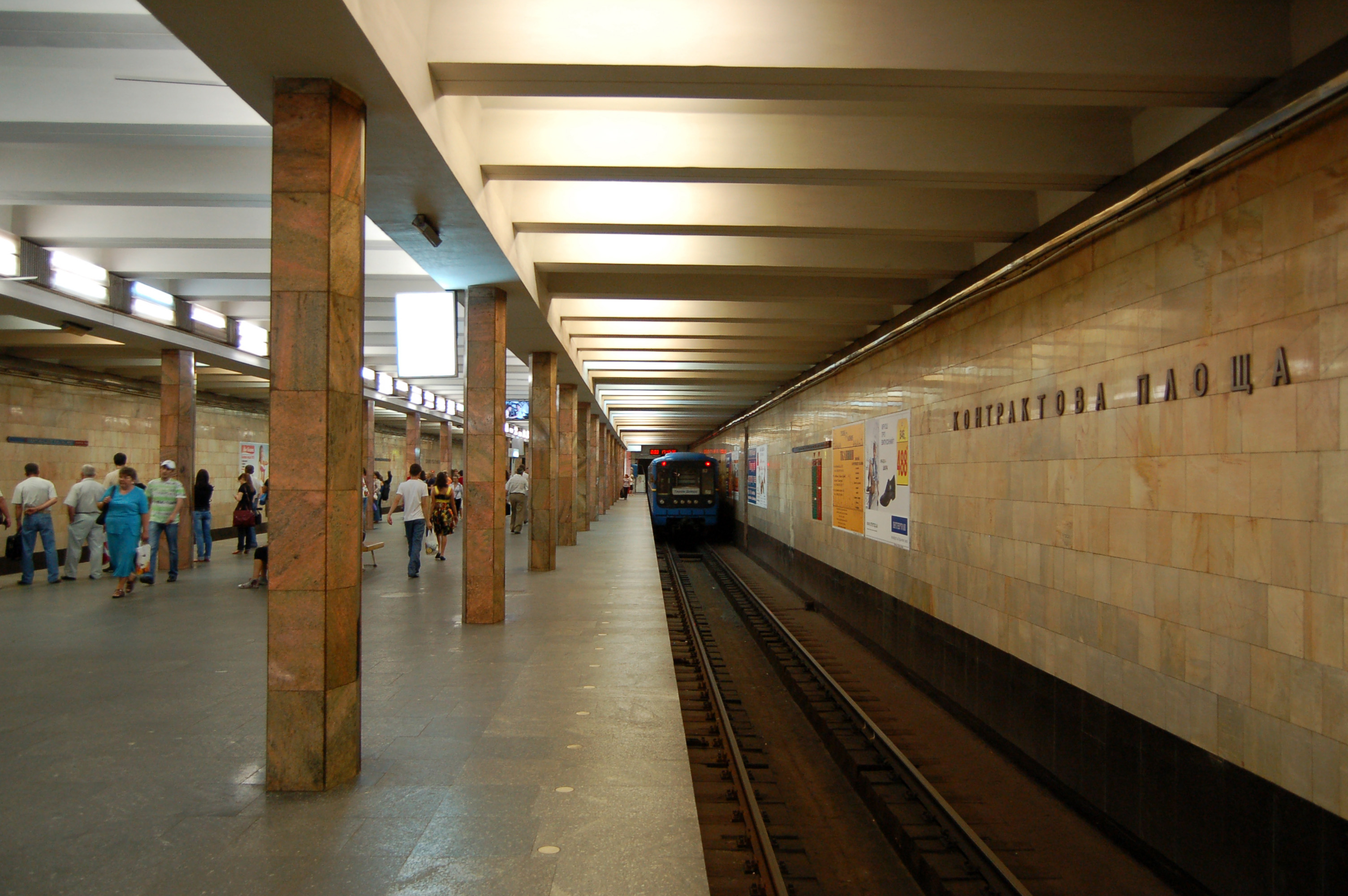
Посадочная платформа
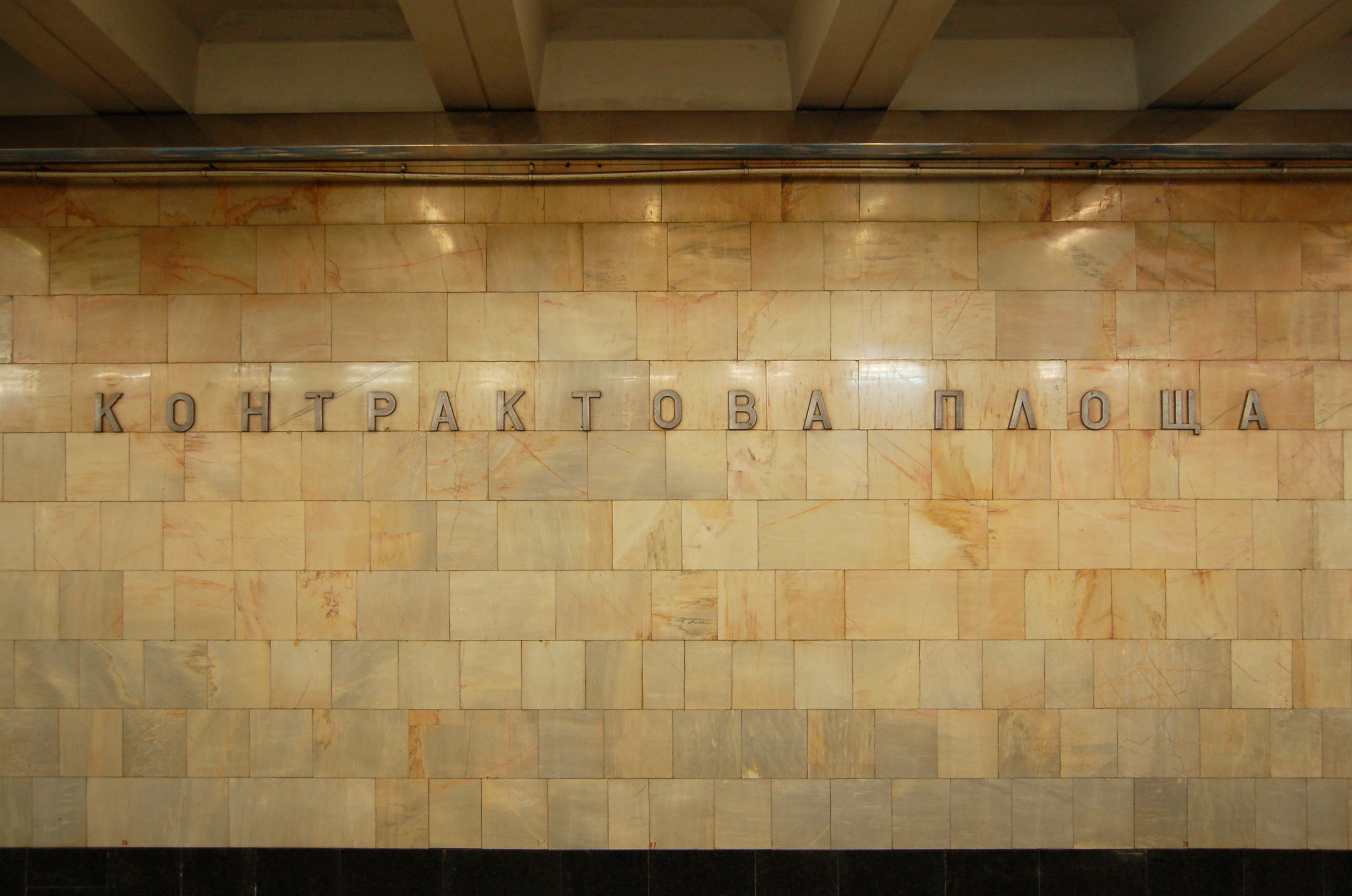
Название станции на путевой стене
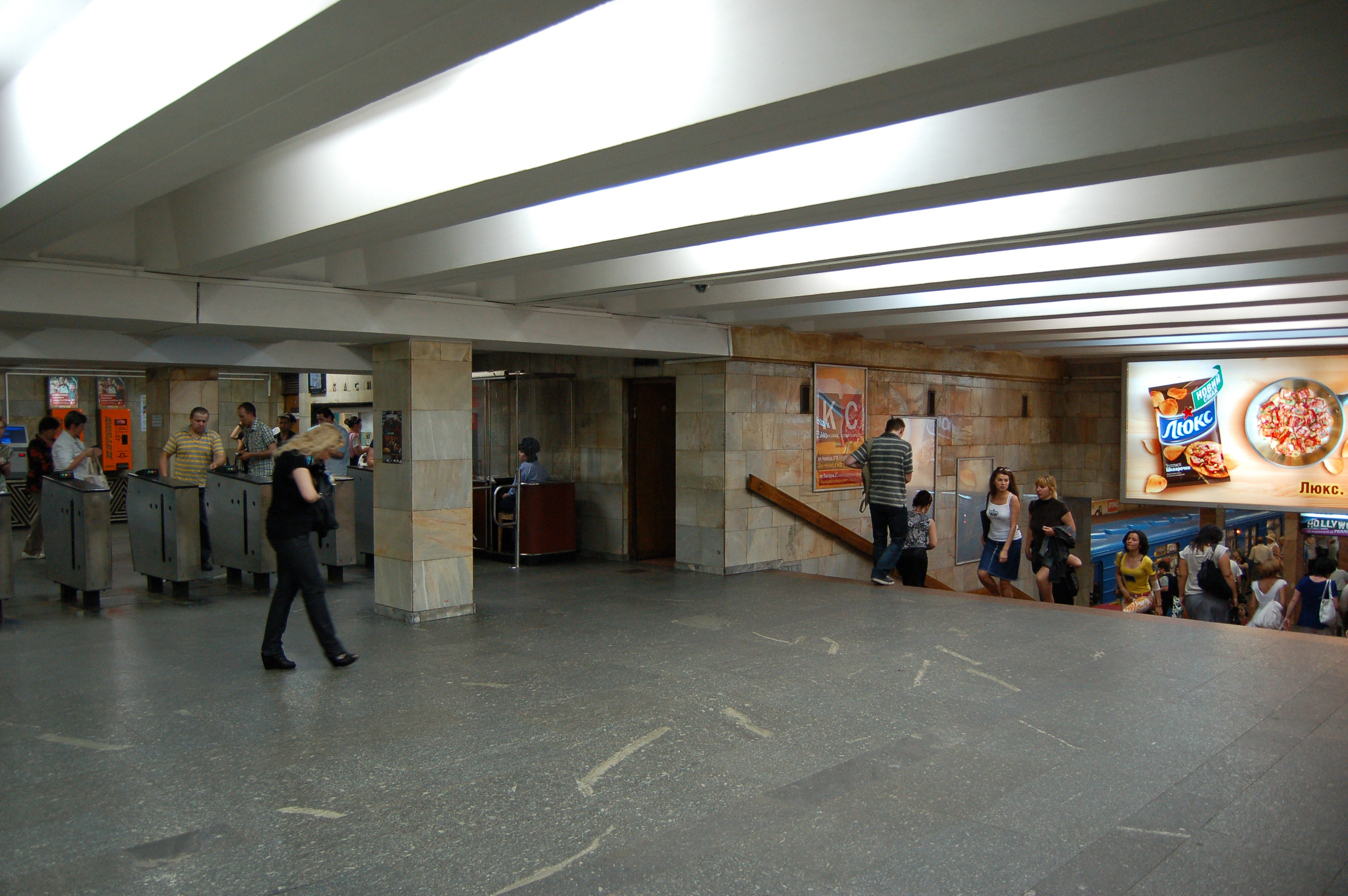
Подземный вестибюль — кассовый зал
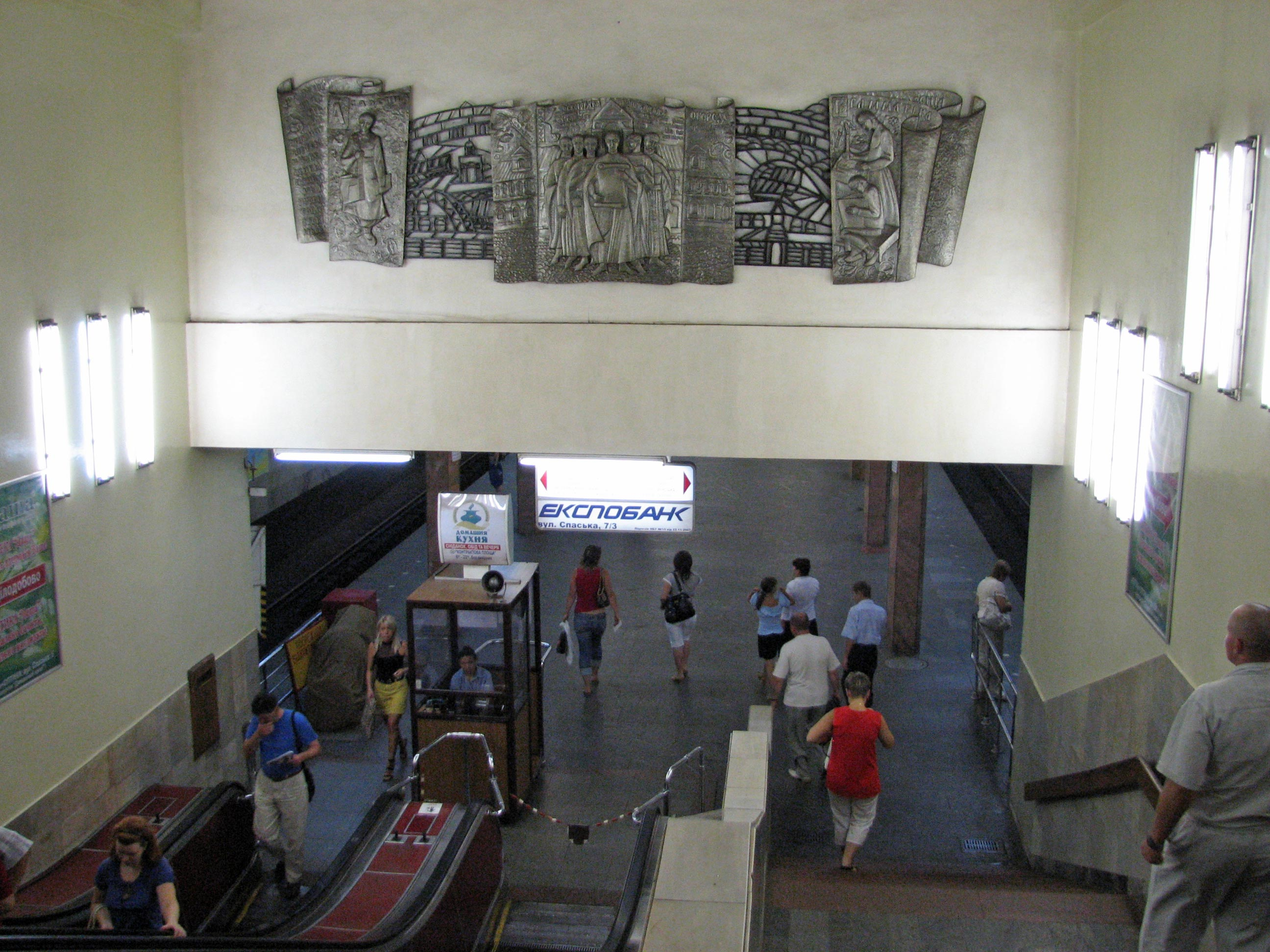
Чеканное панно в южном вестибюле
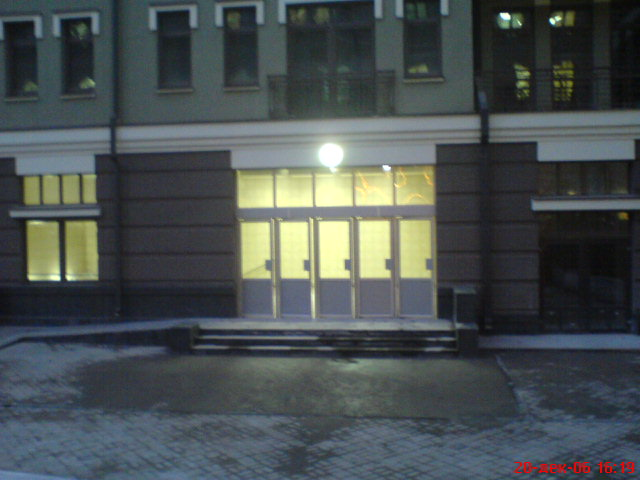
Новый выход станции

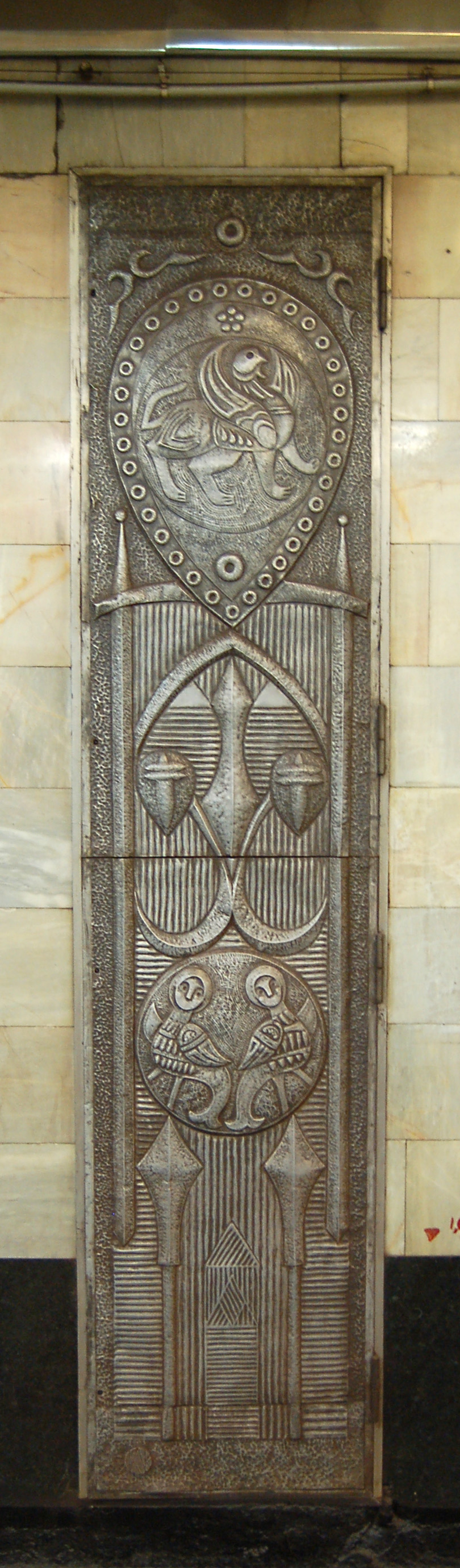
Дверца на путевой стене, первый путь
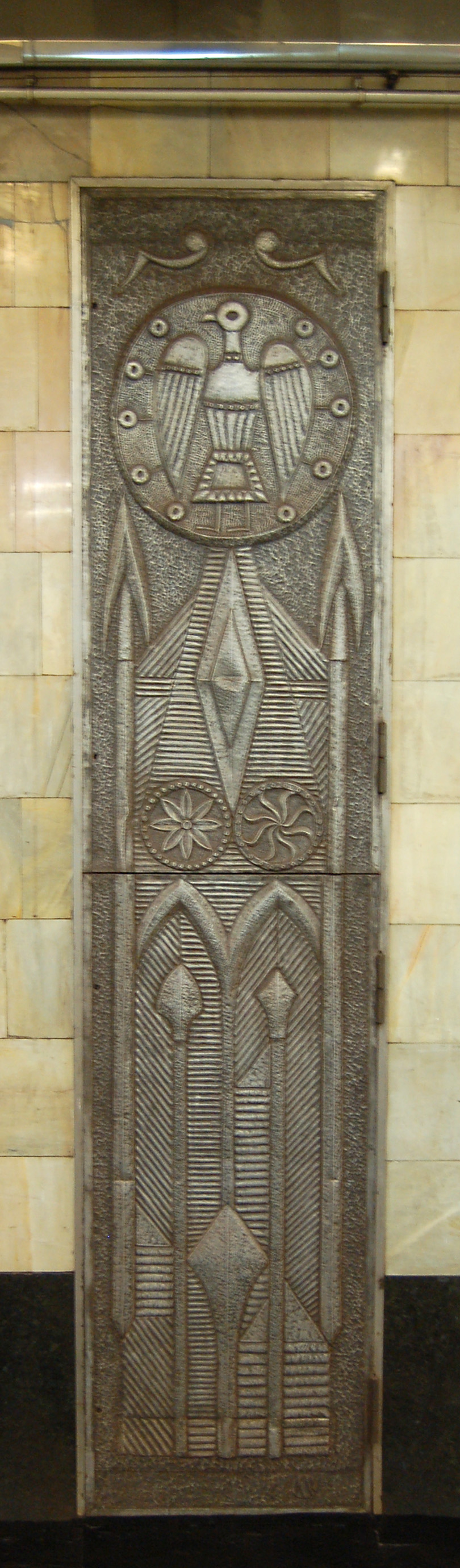
Дверца на путевой стене, второй путь

## Режим работы
Открытие — 5:34, закрытие — 0:13
Отправление первого поезда в направлении:

ст. «Героев Украины» — 5:51

ст. «Теремки» — 5:42
Отправление последнего поезда в направлении:

ст. «Героев Украины» — 0:37

ст. «Теремки» — 0:16